# Soyuz TMA-22
Soyuz TMA-22 fue un vuelo espacial tripulado con destino a la ISS. La nave Soyuz TMA transportó tres astronautas de la Expedición 29/30 hacia la Estación. La misión TMA-22 fue el 111.º vuelo de la nave Soyuz, cuyo primer vuelo fue en 1967. El nave Soyuz permaneció acloplada a la estación y sirvió además, de como medio de transporte para la tripulación de la Expedición 29/30, también tenía la función como vehículo de escape en las posibles emergencias.
Este fue el último vuelo de un vehículo Soyuz TMA, ya que sería reemplazado por la serie modernizada Soyuz TMA-M.

## Tripulación
| Puesto                   | Astronauta                                         | Astronauta                                         |
| ------------------------ | -------------------------------------------------- | -------------------------------------------------- |
| Comandante               | Anton Shkaplerov Expedición 29 Primer vuelo        | Anton Shkaplerov Expedición 29 Primer vuelo        |
| Ingeniero de vuelo N.º 1 | Anatoli Ivanishin Expedición 29 Primer vuelo       | Anatoli Ivanishin Expedición 29 Primer vuelo       |
| Ingeniero de vuelo N.º 2 | Daniel C. Burbank, NASA Expedición 29 Tercer vuelo | Daniel C. Burbank, NASA Expedición 29 Tercer vuelo |